# Alexis Apraiz
Alexis Apraiz García del Río, llamado Apraiz, nacido en Guernica y Luno (Vizcaya) el 23 de agosto de 1984, es un ex-pelotari (jugador) de pelota vasca en la modalidad de mano, que juega en la posición de zaguero. Debutó en el frónton Santanape de Gernika, el 18 de agosto de 2006.

## Palmarés
- Aficionado
  - Campeón de Bizkaia parejas, 2006
  - Campeón torneo del Antiguo parejas, 2005
  - Campeón torneo de Lezo parejas, 2005
  - Campeón Cafés Baque